# 里奥萨
里奥萨，是西班牙阿斯图里亚斯的一个市镇。总面积47平方公里，总人口2510人（2001年），人口密度53人/平方公里。